# Pluotinalis
Pluotinalis je nevelké jezero v západní Litvě, v Žemaitijské vysočině, v okrese Telšiai, 17 km na jih od Telšů, 5 km na východ od Žarėnů.

## Pobřeží
Jezero je oválného až bramborovitého tvaru.

## Vodní režim
Do jezera přitéká Kliurkė, která vytéká z jezera Ilgis. Z jezera odtéká řeka D-1, jejíž další pokračování za jezerem Didovas je již pod názvem Minija, což je jedna z největších řek Žemaitska.